# Batalla de Lule-Burgas
La batalla de Lule-Burgas tuvo lugar del 29 de octubre al 2 de noviembre de 1912, durante la primera guerra balcánica y la disputaron los ejércitos del Reino de Bulgaria y del Imperio otomano.

## Antecedentes
A pesar de haber vencido a los otomanos en la batalla de Lozengrad, los búlgaros, extenuados por el combate, decidieron dejar descansar a las tropas en vez de perseguir al enemigo, que se hallaba en una situación crítica. Este respiro permitió a los otomanos enviar refuerzos desde Constantinopla y establecer una línea defensiva de trincheras a lo largo del río Ergene y los pueblos de Lüleburgaz y Pinarhisar. Aunque los soldados otomanos estaban desmoralizados, contaban con una posición defensiva de relativa fortaleza, apoyada por artillería en algunos sectores.
El general Dimitriev convenció al alto mando búlgaro de retomar el avance el 27 de octubre, a pesar de que los otomanos contaban con mayor número de soldados. En su ansia por avanzar, separó a su 3.er Ejército del 1.º, perdiendo así la posibilidad de arrollar las defensas otomanas, que todavía se estaban organizando.
Un vez llegados los refuerzos de Constantinopla, los otomanos contaban en la línea defensiva con unos ciento treinta mil hombres, unos veinte mil más que los atacantes. La línea otomana se dividió en dos mandos: el 1.er Ejército al mando de Abdullah bajá en torno a Lüleburgaz y el 2.º, con Hamdi bajá, en torno a Pinarhisar.

## La batalla
De acuerdo al plan trazado, el 29 de octubre el 3.er Ejército búlgaro realizó un ataque frontal a las líneas otomanas entre las dos localidades donde se centraba la defensa enemiga. El 1.er Ejército búlgaro, que debía flanquear el ala izquierda otomana, desde el sur, llegó al campo de batalla con retraso, el día 30, debido al mal tiempo y a los malos caminos y quedó desde entonces también al mando de Dimitriev.

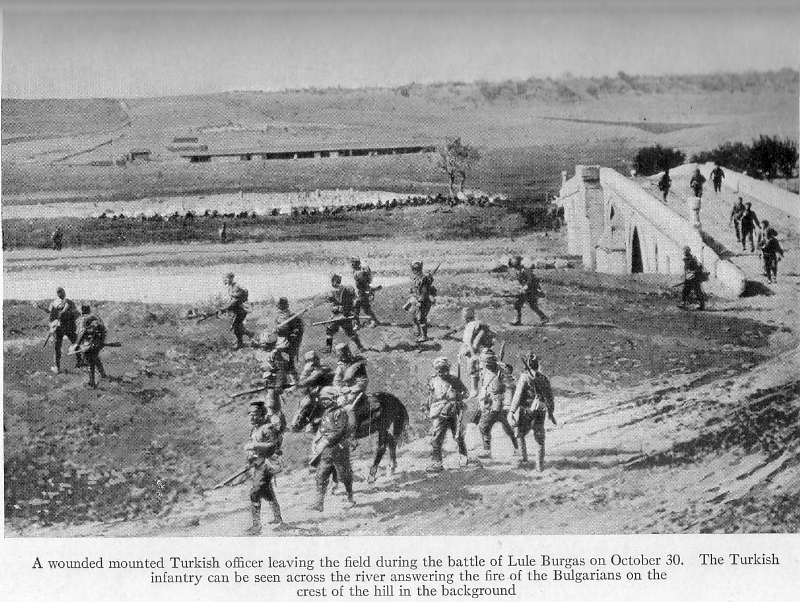
Otra imagen de la retirada otomana de la batalla.

Ese mismo día los otomanos rechazaron los asaltos búlgaros, en parte gracias a la eficacia de la artillería. Dimitriev, sin embargo, siguió asaltando las líneas otomanas, con acometidas nocturnas muy efectivas. La artillería búlgara también resultó muy superior en calidad a la otomana, y castigó con dureza a la infantería enemiga, a la que infligió abundantes pérdidas. Después de tres días de combates bajo la lluvia, finalmente los búlgaros quebraron las defensas otomanas. El 31 de octubre, el ala izquierda otomana comenzó a retirarse ante la amenaza de quedar flanqueada por unidades del 1.er Ejército búlgaro, que avanzaba a lo largo del Ergene. A continuación, las fuerzas de Lüleburgaz y de Pinarhisar quedaron separadas por la penetración en sus líneas del 3.er Ejército enemigo. El 2 de noviembre, los otomanos comenzaron a retirarse en desorden.
La disciplina y arrojo de la infantería búlgara, la efectividad de su artillería, lo oportuno de sus acometidas nocturnas y del castigo artillero a la infantería enemiga se unieron a la pasividad de la guarnición otomana de Adrianópolis y a los fallidos contraataques otomanos para otorgar la victoria a los búlgaros.

## Consecuencias
La batalla terminó con la victoria de los búlgaros, que forzaron a los otomanos a batirse en retirada hacia Çatalca, a veinticinco kilómetros de Estambul, capital del Imperio otomano. Los otomanos perdieron el control de toda Tracia salvo de Adrianópolis y la victoria dejó el camino a la capital imperial expedito para los búlgaros.
El combate causó numerosas bajas a los dos bandos: los búlgaros tuvieron 20 162 (de ellas, 2534 muertos) y los otomanos al menos 22 000.
Fue la mayor batalla librada en Europa entre la guerra franco-prusiana y la Primera Guerra Mundial.

## Anexos
- Anexo:Batallas del siglo XX

- Wikimedia Commons alberga una categoría multimedia sobre Batalla de Lule-Burgas.

- Datos: Q1445532
- Multimedia: Battle of Lule Burgas / Q1445532